# Gerald Ouellette
Gerald Ouellette (n. 14 august 1934, Windsor, Ontario, Canada – d. 25 iunie 1975, Leamington⁠(d), Ontario, Canada) a fost un trăgător de tir ce a reprezentat Canada, medaliat olimpic. A participat la 2 ediții ale Jocurilor Olimpice (1956, 1968) în care a câștigat o medalie de aur.